# Budstar
BudStar est une équipe française de Cansat, un championnat de robotique organisé en France par le CNES et Planète Sciences. C'est aussi depuis fin 2009 une association loi de 1901 de recherche et développement en aérospatial.

## Le principe du CanSat
Le Cansat (Canette Satellite ou, en anglais, Can Satellite) est une sonde atmosphérique contenue dans le volume d'une canette de 33cL. Elle embarque des équipements nécessaires à la réalisation de certaines missions (sondage atmosphérique, photos, transmission…).
Lors du championnat le Cansat est largué d'une hauteur comprise entre 100 et 150 mètres. Il est totalement autonome et ne doit pas posséder de moyen de propulsion. La chute est contrôlée par un parachute, commandé ou non.

## L'équipe BudStar 2010
Elle est composée de cinq élèves ingénieurs de l'ENSICA (École Nationale Supérieure d'Ingénieurs en Construction Aéronautique) située à Toulouse. Antoine BASSET et Suk-Kee COURTY-AUDREN avaient déjà participé à l'édition 2009. Viennent s'ajouter en 2010 Mathieu ARCHEN, Julien BADIER et Louis PERROT-MINOT, eux aussi en deuxième année de ce cycle sur trois ans. L'équipe ainsi constituée regroupe des spécialistes en Mathématiques, Physique, Chimie, Mécanique et Informatique.

## Les missions choisies en 2009
L'équipe s'était fixée l'année précédente pour objectif de remplir trois missions :
- le sondage atmosphérique (relevés de pression et de température et transmission en temps réel à une station au sol)
- la mission "come back" (atterrissage sur une cible donnée par ses coordonnées GPS)
- la modélisation de la trajectoire suivie sans recours au GPS (utilisation d'une centrale à inertie, qui détecte les accélérations du CanSat)

Lors du concours C'Space 2009, seule la première mission était opérationnelle, le come back nécessitant des réglages de vitesse, et la dernière mission n'étant qu'au stade d'ébauche - les études théoriques continuent pour rendre cette modélisation fidèle.

## Les objectifs pour 2010
À la suite du concours français, l'équipe envisage, outre la finalisation de cette version, de créer un second Cansat plus original pour remplir plus de missions. Un prototype a d'ores et déjà été fabriqué, et devrait donner naissance à un CanSat rejoignant la cible, non pas en pilotant une voile pendant la chute, mais en roulant.
Cette année l'équipe participera à deux championnats :
- Le C'Space en août
- Le Championnat espagnol en avril